# Precesja Larmora
Precesja Larmora – precesja momentu magnetycznego obiektu względem zewnętrznego pola magnetycznego. Zjawisko to zostało odkryte przez Josepha Larmora w 1897 roku. W przypadku atomów można to zaobserwować w szczególności poprzez rozszczepienie linii widmowych w widmie UV-VIS wywołane polem magnetycznym, nazywane efektem Zeemana.
Precesja Larmora jest podobna do precesji nachylonego klasycznego żyroskopu w zewnętrznym polu grawitacyjnym wywierającym moment obrotowy. Obiekty z momentem pędu mają również moment magnetycznym i efektywny „wewnętrzny prąd elektryczny” proporcjonalny do ich momentu pędu; należą do nich elektrony, protony i inne fermiony oraz wiele układów atomowych i jądrowych, a także klasyczne układy makroskopowe.
Zewnętrzne pole magnetyczne wywiera moment obrotowy na moment magnetyczny, który daje stałą proporcjonalności {\displaystyle \gamma } między momentem magnetycznym a momentem pędu:
{\displaystyle {\vec {M}}={\vec {\mu }}\times {\vec {B}}=\gamma {\vec {J}}\times {\vec {B}},}
gdzie:
- {\displaystyle {\vec {M}}} – moment siły,
- {\displaystyle {\vec {\mu }}} – magnetyczny moment dipolowy,
- {\displaystyle {\vec {J}}} – wektor moment pędu,
- {\displaystyle {\vec {B}}} – zewnętrzne pole magnetyczne,
- {\displaystyle \gamma } – stała proporcjonalności znana jako stosunek żyromagnetyczny

Wektor momentu pędu {\displaystyle {\vec {J}}} porusza się wokół zewnętrznej osi pola z częstością kątową nazywaną częstością Larmora.

## Częstość Larmora
Częstość Larmora wyrażana jest wzorem:
{\displaystyle \omega =-\gamma B}
gdzie:
- {\displaystyle \omega } – częstość kątowa
- {\displaystyle B} – wielkość przyłożonego pola magnetycznego

W przypadku statycznego pola {\displaystyle {\boldsymbol {B}}_{0},} częstość Larmora jest opisywana wzorem: {\displaystyle \omega _{0}=-\gamma B_{0}[\mathrm {rad} \cdot \mathrm {s} ^{-1}]} lub {\displaystyle v_{0}={\frac {-\gamma B_{0}}{2\pi }}[\mathrm {Hz} ].} W przypadku braku wpływu innego pola magnetycznego, wszystkie składowe wektorów magnetyzacji poruszają się z częstością Larmora wokół osi pola {\displaystyle {\boldsymbol {B}}_{0}} (osi {\displaystyle z}).
W przypadku gdy {\displaystyle {\boldsymbol {B}}_{0}=1,} stosunek żyromagnetyczny dla protonu wynosi {\displaystyle 2,675211900(18)\times 10^{8}\mathbf {s} ^{-1}\cdot T^{-1}}.
Częstotliwość Larmora jest bardzo ważnym parametrem w spektroskopii NMR. Dostępne są bazy danych, w których zamieszczone są częstości Larmora dla różnych jąder, np. Larmour Frequency Calculator.

## Kierunek precesji Larmora
W przypadku jąder, które mają dodatki stosunek żyromagnetyczny, częstość Larmora jest ujemna. Oznacza to, że precesja wektoru magnetyzacji wokół pola {\displaystyle {\boldsymbol {B}}_{0}} odpowiada ujemnemu obrotowi {\displaystyle (z-).} Ujemna rotacja wokół osi {\displaystyle (z)} jest zgodna z kierunkiem wskazówek zegara patrząc w dół na oś {\displaystyle (z-)} w płaszczyżnie od {\displaystyle (z+)} do początku osi. Magnetyzacja wykona ruch precesyjny tylko w przypadku, gdy będzie ustawiona pod kątem do kierunku pola magnetycnego.
Przykładowo: spinowy moment pędu elektronu porusza się przeciwnie do kierunku ruchu wskazówek zegara wokół pola magnetycznego.

## Wyznaczanie Precesji Larmora
Precesja wektoru magnetyzacji jest możliwa do wyznaczenia podczas impulsowego eksperymentu NMR.

## Zastosowanie
Precesja Larmora jest ważnym zjawiskiem w spektroskopii NMR, obrazowaniu MRI oraz spektroskopii EPR.